# Вигода (Хмельницький район)
Ви́года — село в Україні, у Волочиській міській територіальній громаді Хмельницького району Хмельницької області. Населення становить 107 осіб.
Село було засноване в 1926—1927 роках і зараз налічує 49 дворів.

## Назва
У сусідній Гарнишівці не було де будуватися. А на Вигоді гарна місцевість, рівнина, було де утримувати і пасти худобу, від цієї вигоди і походить назва села Вигода.

## Розташування та географія місцевості
Сусідні населені пункти:

## Історична довідка
7 (20) листопада 1917 року, відповідно до Третього Універсалу Української Центральної Ради, увійшло до складу Української Народної Республіки.
Якщо розглядати історію створення колгоспів, то на території Гарнишівської сільської ради було створено два господарства. В селі Гарнишівка було створено колгосп «12-річчя Жовтня», а в селі Іванівці — «Нове життя». Першим головою колгоспу «12-річчя Жовтня» було обрано Пастуха Пантелія, однак він пропрацював на цій посаді недовго.
У 1929 році в селі Вигода в хаті Кубика Харитона Андрійовича зібралось 40 чоловік і обрали Кубика Якова Михайловича новим головою колгоспу. Це був партійний місцевий житель, який пропрацював у колгоспі до 1938 року. 
Колгосп «12 річчя Жовтня» був гарним господарством, де основною галуззю виробництва було насінництво. За особливі досягнення в рослинництві колгосп був нагороджений автомобілем «Побєда», однак голова колгоспу Кубик Я. М. відмовився і замість легкового автомобіля придбали дві вантажівки. У 1938 році у Кам‘янці-Подільському під час масових репресій Якова Михайловича було репресовано і розстріляно.
За роки першої, другої та третьої п‘ятирічок колгосп розвивався, застосовували нові технології, замість коней почали використовувати трактори, автомобілі, що підвищило продуктивність виробництва сільськогосподарської продукції. Селяни почали будуватись, краще одягатись, у селах з'явились велосипеди. Будували хати з глини та каменю, стовпи були дерев‘яними, дахи покривали соломою.
На селі в період колективізації було відкрито перші лікнепи, а потім в приміщеннях найкращих хат села Гарнишівка — школи. Старожили згадують, що першим вчителем був Скопадський з села Гонорівка. Потім вчителями були Грабовський Й. М. з села Маначин, Будна Тетяна, Щабельська Ганна з села Іванівці.
Криниці були копанки. Млина не було, мали свої жорна, де вручну на камені мололи борошно.
На початку липня 1941 село було окуповане німцями. Починались важкі роки окупації. Багато юнаків і дівчат було вивезено на примусові роботи до Німеччини. У 1942 році в селі Маначин була утворена підпільна група, до якої входив і житель Вигоди Кубик Павло Семенович, який пізніше працював керуючим МТС смт Війтівці. На початку березня 1944 року село було визволене від окупантів.
У 1950 році до колгоспу «12-річчя Жовтня» приєднали колгосп села Іванівці — «Нове життя». Головою було обрано Поморського з міста Волочиськ, далі працювали головами колгоспу Рак Василь та Хом'яков. У 1956 році було обрано місцевого голову колгоспу Салка Івана Афанасійовича, який працював аж до 1966 року. За час його керівництва було побудовано шосейну дорогу через село Гарнишівку, магазин, два свинарники, клуб, контору колгоспу, чотирирядний корівник.
У період з 1966 по 1985 роки головою колгоспу працював Лисенко Іван Миколайович. За час його керівництва було побудовано нову двоповерхову контору колгоспу і приміщення сільської ради.
У 1975 році відбулось укрупнення колгоспів: було об'єднано колгосп «Заповіт Ілліча» села Маначин із колгоспом «12-річчя Жовтня» і залишено назву «Заповіт Ілліча». За сприяння Купчика Анатолій Варламович, який на той час працював у Держплані СРСР, було розпочато роботи з газифікації п'яти населених пунктів. У 1985 році головою колгоспу був обраний Богай Петро Іванович.
 Часи незалежності  У 1992 році відбулось роз'єднання колгоспу. Села Вигода, Іванівці, Гарнишівка увійшли до колгоспу «Заповіт Ілліча», а села Маначин та Червона Гірка — до колгоспу «Лесі Українки».
У цьому ж році було утворено Гарнишівську сільську раду. Гарнишівським головою виконкому було обрано Ніщуна Василя Артемовича. І до цього часу виконком Гарнишівської сільської ради очолює Ніщун В. А., який був обраний на виборах у 1998 році. До складу виконкому входять 7 чоловік та обрано 15 депутатів сільської ради.
У 1995 році почалось реформування колгоспу. Спочатку у КСП, а пізніше у СТОВ «Гарнишівське». Почався перехід від колективної власності до приватної. Земля перейшла у розпорядження Рад. Створено СТОВ «Гарнишівське».
За період реформування створене лише одне фермерське господарство «Мрія», яким керує Волошин Михайло Іванович і яке обробляє 6 га землі. У 2000 році 9 пайовиків вийшли з товариства, виготовили державні акти і обробляють землю як одноосібники.
У 2006 році було встановлене індивідуальне опалення у медичному пункті, зроблений поточний ремонт приміщення, проведено ремонт медичного пункту села Вигода.
У 2015 році село ввійшло до Волочиської міської територіальної громади.
12 червня 2020 року, відповідно до розпорядження Кабінету Міністрів України № 727-р «Про визначення адміністративних центрів та затвердження територій територіальних громад Хмельницької області», увійшло до складу Волочиської міської громади.
19 липня 2020 року, в результаті адміністративно-територіальної реформи та ліквідації Волочиського району, увійшло до складу новоутвореного Хмельницького району.